# Vapour Lock Index
Der Vapour Lock Index (VLI, deutsch: Flüchtigkeitskennziffer) ist eine aus DVPE und E70 berechnete Maßzahl für die Qualität von Motorenbenzin. Dabei ist das Dry Vapour Pressure Equivalent (DVPE) der Dampfdruck in kPa von Benzin bzw. Benzinkomponenten, gemessen bei 37,8 °C (entspricht 100 °F). Der Dampfdruck ist ein Maß dafür, wie viele sehr leichte Anteile (z. B. Butan, Isopentan) – ein Benzin enthält. Ein zu hoher Dampfdruck im Benzin führt – speziell im Sommer – zum Ausgasen dieser Komponenten. Dies belastet die Umwelt und ist ggf. sogar gefährlich. E70 (E = evaporated, deutsch: verdampft) ist der Benzinanteil in Volumenprozent, der bei 70 °C verdampft ist. Es ist ein Maß für die leichten Anteile (Pentane, Hexane) im Benzin.
Dampfdruck und E70 sind nicht unabhängig voneinander. Ein hoher Dampfdruck lässt einen hohen Anteil leichter Substanzen (Pentane, Hexane) vermuten, ein hoher E70 bedingt auch einen erhöhten Dampfdruck. Der VLI kombiniert beide Qualitäten und stellt ein Maß für das Start- und Fahrverhalten bei heißem Motor dar.
Der VLI berechnet sich nach:
VLI = 10 * DVPE + 7 * E70
Er ist für die Übergangszeit (01.10.–15.11. und 16.03.–30.04.) nach DIN EN 228 spezifiziert, d. h. Hersteller müssen das Benzin so mischen, dass der Spezifikationswert von 1150 eingehalten wird. Würde man in der Übergangszeit DVPE- und E70-Spezifikation gleichzeitig ausreizen (90 kPa bzw. 50 %vol), so würde man einen VLI von 10*90+7*50=1250 erhalten. Das ist zu hoch und man muss entweder den Dampfdruck oder den E70 senken (oder beides) um die Spezifikation zu erfüllen.
Zu hohe VLI-Werte beeinflussen das Start- und Fahrverhalten bei heißem Motor negativ durch Dampfblasenbildung. Deshalb wird er in der kritischen (Übergangs-)Zeit durch die DIN begrenzt. Im Sommer liegt der Dampfdruck so niedrig (60 kPa, E70 ist 48 %vol), dass ein VLI von 936 kein Problem darstellt.